# Claude Barthélemy

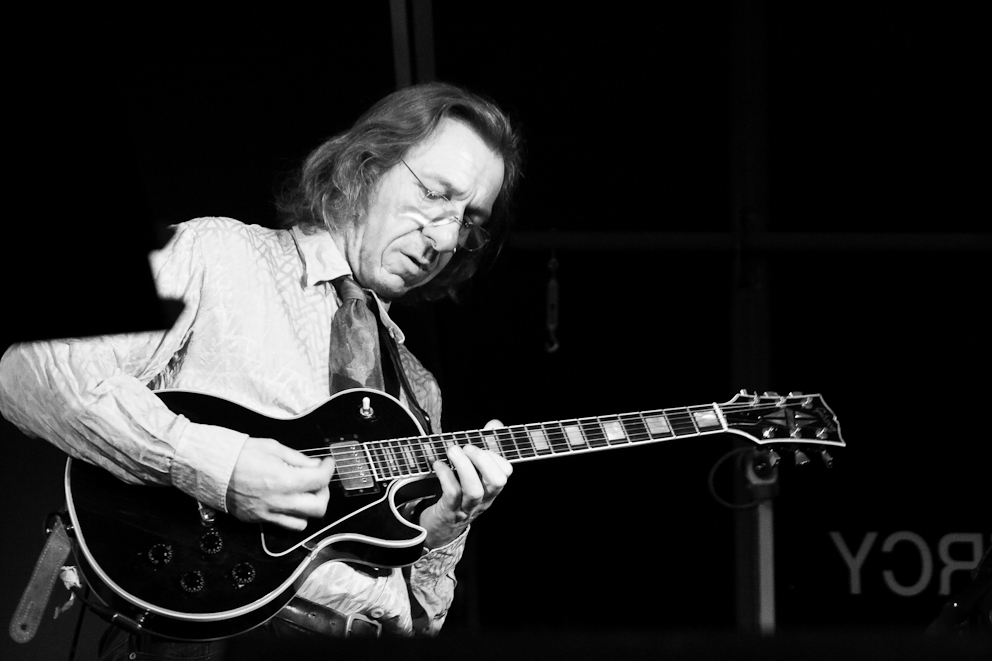
Claude Barthélemy

Claude Barthélemy, auch Claude Barthélémy geschrieben, (* 22. August 1956 in Saint-Denis) ist ein französischer Gitarrist, Komponist, Arrangeur und Bigband-Leiter des Jazz und moderner klassischer Musik.

## Leben und Wirken
Barthélemy, aufgewachsen im Pariser Vorort Champigny, brachte sich das Gitarrenspiel autodidaktisch mit 14 Jahren bei. Neben seinem Mathematik-Studium, das er mit einem Diplom 1978 abschloss, interessierte er sich für zeitgenössische klassische Musik, nahm an Theaterprojekten teil (mit dem Schlagzeuger Manuel Denizet und dem Pianisten Mico Nissim) und spielte in einer Jazzrock-Gruppe namens Oedipe.
1978 lernte er Michel Portal kennen, stieg in dessen Michel Portal Unit ein und war seitdem häufig in dessen Gruppen. Um dieselbe Zeit ging er mit Aldo Romano ins Studio („Il piacere“) und nahm 1979 sein Debütalbum mit eigenem Trio auf („Jaune et encore“, mit Stu Martin, Gèrard Marat). 1981 spielte er im Trio mit dem Bassisten Jean-Luc Ponthieux und dem Schlagzeuger und Sänger Jacques Mahieux. 1982 arbeitete er mit dem Komponisten und Posaunisten Vinko Globokar für Theatermusik zusammen und begann eine Zusammenarbeit mit dem Komponisten Georges Aperghis. Er wurde Bassist und Arrangeur im Quartett des Saxophonisten Jean-Marc Padovani, mit dem er 1986 ein Werk für Bläserquintett schrieb. 1987 folgten „PariBambelle“ und 1987 „La Gomme“, ein Werk für Streichquartett, Jazz-Quintett, Gesang, mit eingebundenem Theater und Video. Im selben Jahr gründete er „Zhivaro“ mit Gérard Marais, Didier Levallet, Henri Texier, Jacques Mahieux und Sylvain Kassap, die sich sowohl mit Jazz als auch mit Neuer Musik beschäftigen.
1988 arrangierte er das Concierto de Aranjuez von Joaquín Rodrigo für das Blechbläserensemble „Concert Arban“. Von 1989 bis 1991 war er Leiter des staatlichen Orchestre National de Jazz (ONJ), bei dem er schon 1987 spielte. 2002 bis 2005 leitete er das Orchester ein zweites Mal. Außerdem spielt er weiter mit seinem langjährigen Trio (mit Ponthieux und Denizet) und seinem Quartett (mit dem Bassisten Claude Tchamitchian, dem Schlagzeuger Christophe Marguet und Daunik Lazro am Saxophon).
2007 spielte er auch mit fünf Trompetern in einer Gruppe „La Forge“ und im Trio mit dem Bassisten Marc-Michel Le Bévillon und dem Schlagzeuger François Laizeau.
Barthélemy arbeitete außerdem mit James Newton, John Surman, Daniel Humair, dem Schlagzeuger Jean-Pierre Drouet, dem Bassisten Jean-François Jenny-Clark, dem Pianisten und Flötisten Siegfried Kessler, dem Bassisten Dominique Bertram, dem Komponisten und Saxophonisten François Jeanneau, dem Pianisten Bernard Lubat, Muhammad Ali und George Lewis zusammen. Außerdem begleitete er Sängerinnen wie Nahawa Dumbia aus Mali, Élise Caron, La Baronne, Lucilla Galeazzi und Charlène Martin.
In seinen Kompositionen und Improvisationen verarbeitet er klassische Musik von Couperin, Bartók, Boulez und Webern, Folk und Weltmusik, Rock, Funk, Pop und Jazz von Django Reinhardt und John Coltrane. Er komponierte für das „Ensemble Modern“, das Ensemble „Ars Nova“, das „Orchestre Lyrique de Avignon Provence“ und das „Orchestre National de Pays de Loire“. Er schreibt auch Musik für Theaterprojekte, bildhauerische Projekte (Kiki Picasso) und Ballette.
Neben Gitarre (hier ist er für sein virtuoses schnelles Spiel bekannt) spielt er auch seit 1999 die arabische Laute (Oud). 1997 erhielt er den französischen Django d’Or.

## Diskographie (Auswahl)
- Jaune et encore (1979 Cobalt; mit Henri Texier, Didier Malherbe)
- Forest One (1981), Cobalt; hier nahm er sich mit mehreren Gitarren im Overdub Verfahren auf)
- Moderne (1983 OWL)
- Real politik (1986, von Barthélemy im eigenen Label, produziert mit Michel Godard)
- Rock Airs de La Lune (1995 Auvidis; mit Lucilla Galeazzi)
- Monsieur Claude (1997 2Z; mit dem Saxophonisten Daunik Lazro, die Platte erhielt den Django d´Or)
- Solide (1993 Evidence; (mit Ponthieux, Delizet im Trio)
- Sereine (2001, mit Jacques Mahieux (Schlagzeug), Nicolas Mahieux (Bass), Frank Tortiller (Vibraphon), Didier Ithursarry (Akkordeon), Bojan Z. (Keyboard), Philippe Lemoine (Saxophon), Jean-Louis Pommier (Posaune), der Sängerin Elise Caron, Médéric Collignon (Kornett und Gesang)), Label Bleu

Mit dem ONJ
- Claire (1990 Label Bleu)
- Jack-Line (1991 Label Bleu)
- Paradis (avec remorque) (1989)
- Manuel (1991)
- Admirabelamour (2002 Label Bleu)
- La fête de l’eau (2004 Le Chant du Monde)